# Otto Philipp von Greiffenclau zu Vollrads
Aloysius Otto Philipp Johann Freiherr von Greiffenclau zu Vollrads (* 28. April 1777 in Würzburg; † 14. März 1860 in Winkel) war Geheimrat und Abgeordneter.
Otto Philipp von Greiffenclau zu Vollrads war der Sohn des kurmainzischen und würzburgischen Geheimen Rats und Oberamtmanns Philipp Karl Greiffenclau zu Vollrads und dessen Ehefrau Maria Eleonore Katharina geborene Freiin Wolfskehl von Reichenberg († 26. März 1795).
Otto Philipp wurde kk. Major, Wirklicher Geheimer Rat und Abgeordneter der Herrenbank der Landstände des Herzogtums Nassau. Dieser gehörte er nach dem Pairsschub von 1831 bis 1832 als Vertreter des Prinzen Friedrich der Niederlande und von 1833 bis 1834 als Vertreter des Erzherzogs Stephan von Österreich an.